# George Tillman, Jr.
George Tillman, Jr. (Milwaukee, 26 de janeiro de 1969) é um cineasta, roteirista e produtor de cinema estadunidense.

## Filmografia

### Como diretor
- Paula (1992)
- Scenes for the Soul (1995)
- Soul Food (1997)
- Homens de Honra (2000)
- Notorious (2009)
- Faster (2010)
- The Inevitable Defeat of Mister & Pete (2013)
- O Ódio que Você Semeia   (2018)
- The Longest Ride

### Como produtor
- Barbershop (2002)
- Barbershop 2: Back in Business (2004)
- Beauty Shop (2005)
- Roll Bounce (2005)
- Nothing Like the Holidays (2007)
- The Inevitable Defeat of Mister and Pete (2013)